# Ремки
Ремки (каз. Ремки) — село в Бородулихинском районе Абайской области Казахстана. Входит в состав Переменовского сельского округа. Код КАТО — 633875400.

## Население
В 1999 году население села составляло 158 человек (81 мужчина и 77 женщин). По данным переписи 2009 года, в селе проживало 89 человек (50 мужчин и 39 женщин).

## История
Село Мариенбург основано в 1900 году немецкими переселенцами с Поволжья. Названо по поволжской колонии Мариенбург. До 1917 года католическое село Успенской волости Змеиногорского уезда Томской губернии. В 1926 г. центр сельсовета, имелись кооперативная лавка, маслоартель, начальная школа, красный уголок, пункт ликбеза, библиотека, изба-читальня.